# Béloie (Sakhalín)
|  | Per a altres significats, vegeu «Béloie». |

Béloie (en rus: Белое) és un poble de l'óblast de Sakhalín, a Rússia, el 2013 tenia 70 habitants. Pertany al districte municipal de Tímovskoie.